# Cañari
Cañari (Canyari; izgovor: kanjari) drevni su indijanski narod nastanjen još i danas u južnom Ekvadoru koji prema Rivetu i Loukotki čine samostalnu jezičnu porodicu. Kanjari su pali pod vlast države Inka nekih 60 godina prije dolaska španjolskih konkvistadora, no, u usporedbi s drugim plemenima, oni su svoj identitet uspjeli sačuvati. Kanjari su 1532. godine Španjolce dočekali kao osloboditelje od tiranije Inka, pa s njima ulaze u savez. 
Kanjari su naseljavali obje strane Kordiljera, osobito su se smještali po plodnim dolinama. Kluturno i jezično Kanjari su bili veoma srodni, ali nije bilo političke kohezije u nekoliko njihovih nezavisnih provincija. Njihova kultura cvjetala je od 400. do 1532. poslije Krista. U grobovima vladajuće klase ostala je sačuvana odjeća i dekorativni objekti od zlata, srebra i bakra.
Lončarija se javlja u dva stila poznata kao Cashaloma i Tacalshapa. Cashaloma se sačuvala najviše u dolini Cañar i u najjužnijem sektoru provincije Chimborazo, ukrašavana je crvenom i smeđom bojom, bijelim linijama i brazdama. Lončarija Tacalshapa pripada tradicionalmom teritoriju Kanjara. Tipične su za nju boce i velike antropomorfne žare (urne).
Kanjari jezik prema novijoj klasifikaciji pripada porodici Yuncan, što bi značilo da su bili srodni plemenima drevnih Mochica i Chimua. Oni su jezično ipak kečuanizirani pa govore kečuanski i pripadaju porodici Kečua.

## Vanjske poveznice
- Pueblo Cañari
- Cañari